# Извержение вулкана Мауна-Лоа (2022)
Извержение вулкана Мауна-Лоа в 2022 году — вулкан Мауна-Лоа, расположенный на острове Гавайи, начал извергаться 27 ноября 2022 впервые с 1984 года, когда началось извержение в кальдере Мокуавеовео.
Предыдущее извержение на Мауна-Лоа было в 1984 году.

## Извержение

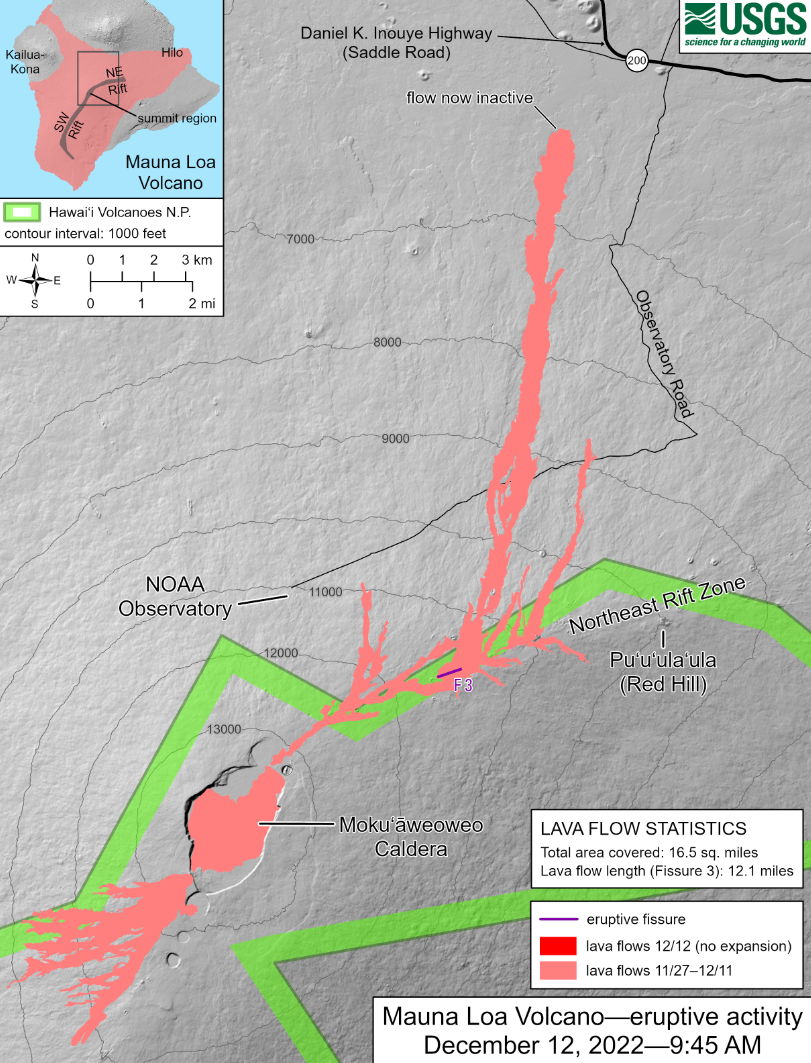
Потоки лавы на карте (2022)

Извержение произошло в 23:30 по североамериканскому времени. Активные жерла первоначально были приурочены к кальдере. Разлившиеся в результате извержения потоки лавы были видны из Кайлуа-Кона. Через несколько часов после начала извержения оно мигрировало из вершинной кальдеры в северо-восточную рифтовую зону с трещинами, питающими новые потоки лавы. Сначала в северо-восточной рифтовой зоне возникло три трещины, и по состоянию на 13:30 только самая нижняя трещина оставалась активной. 28 ноября лавовые фонтаны начали извергаться вдоль трещин, причем большинство из них достигали нескольких метров в высоту, но самые высокие достигали 30-60 м в высоту. Потоки лавы из высших трещин остановились примерно в 18 км от соседней дороги.
Постоянное землетрясение началось в 14:25 с наибольшей магнитудой 4,2. По состоянию на 29 ноября Геологическая служба США зафиксировала по крайней мере 198 толчков магнитудой выше 1,2. Гавайская обсерватория вулканов (HVO) подняла уровень тревоги по поводу вулканической активности на Мауна-Лоа с «консультативного» до «предупредительного».
Геологическая служба США заявила, что потоки лавы не угрожают расположенным внизу населённым пунктам и что есть признаки того, что извержение останется ограниченным северо-восточной рифтовой зоной, но предупреждает, что газы, пепел и волокна вулканического стекла, известные как волосы Пеле переносятся ветром.
Национальная метеорологическая служба (NWS) опубликовала предупреждение о выпадении пепла до 22:00 по североамериканскому стандартному времени 28 ноября, предупреждая, что в некоторых частях острова может выпасть до четверти дюйма пепла.